# 張子言
張子言（1423年—？），字允嘉，號訥菴，湖廣荊州府石首縣人，明朝政治人物。進士出身。

## 生平
湖廣鄉試第二名。天順四年（1460年）庚辰科會試第一百七名，殿試登進士第三甲第二十名。天順七年十月授南京刑部主事，成化五年二月官至四川按察司佥事。

## 家族
曾祖父張行伯。祖父張希源。父亲張順。孫張璧，嘉靖間官至大學士。